# Heinrich Wilhelm Buek
Heinrich Wilhelm Buek ( 1796 - 1878 ) fue un botánico alemán, que trabajó extensamente en la identificación y clasificación de más de 180 especies vegetales.

## Algunas publicaciones
- 1822. Die Impfanstalt des aerztlichen Vereins, gegen einige neuerlichst vorgebrachte Beschuldigungen vertheidigt. Ed. Perthes und Besse. 16 pp.

### Libros
- 1826. Hamburgs Clima und Witterung: ein Beytrag zur medicinischen Topographie von Hamburg so wie zur Climatologie von Deutschland überhaupt ... Ed. Campe. 152 pp.

- augustin pyramus de Candolle, alphonse de Candolle, heinrich wilhelm Buek. 1837. Prodromus systematis naturalis regni vegetabilis: sive enumeratio contracta ordinum generum specierumque plantarum huc usque cognitarium, juxta methodi naturalis, normas digesta; vol. 6. 693 pp. con numerosas reediciones, como la de 1966 ISBN 0934454868 En línea

- heinrich wilhelm Buek, augustin pyramus de Candolle. 1842. Genera, species et synonyma Candolleana: alphabetico ordine disposita, seu Index generalis et specialis ad A.P. Decandolle, Prodromum systematis naturalis regni vegetabilis, vol. 2. Ed. sumptibus librariae Nauckianae. 224 pp. En línea

- La abreviatura «H.Buek» se emplea para indicar a Heinrich Wilhelm Buek como autoridad en la descripción y clasificación científica de los vegetales.[1]